# دیوار چین (نمایش‌نامه)
دیوار چین نمایش‌نامه‌ای نوشتهٔ ماکس فریش است که نخستین بار در سال ۱۹۴۶ در زوریخ اجرا شد. در این نمایش شیوهٔ روایی با بیگانه‌سازی و فاصله گذاری، به همراه عناصر قرون وسطایی مانند صورتک، پانتومیم و رقص به کار برده شده است. این نمایش‌نامه روایت جشن رقصی در چین به مناسبت ساخت دیوار چین است که مهمان‌هایی از دوره‌های تاریخی گوناگون در آن شرکت دارند، ولی در واقع دربارهٔ روابط قدرت نوشته شده است.
شخصیتی به نام «امروزی» که بعداً به «روشنفکر» تغییر نام پیدا کرد، در موقعیتی فرا واقعی به چین باستان رفته و در جشن بالماسکه و رقص امپراتور چین، هوآنگ‌تی یا چین شی هوان، امپراتوری که دستور ساخت دیوار چین را داد، شرکت کرده و با مهمانان به بحث می‌پردازد. ناپلئون بناپارت، دون ژوان، کریستوف کلمب، فیلیپ پادشاه دیکتاتور اسپانیا و بارتوس حکیم یونانی از مهمانان جشن هستند.
شخصیت «روشنفکر امروزی» در برابر دیکتاتوری و زور ناتوان است اما تنها کسی است که در برابر ظلم و ستم سکوت نمی‌کند و جسورانه از آنان انتقاد می‌کند. هدف ماکس فریش نمایاندن چهرهٔ زشت و یاس‌آور حقیقت بدون آراستن آن است.
عزت اله انتظامی دربارهٔ این نمایش گفته است: «مهمترین ویژگی این اثر پیام اثر بود که بسیار واضح روزگاری که ما در آن زندگی می‌کنیم را به نمایش درآورد و چالش‌های میان روشنفکران و حکومت‌ها را به نمایش گذاشت و من به نوبه خود بسیار از تفکر حاضر در اثر و شیوه اجرایش لذت بردم.» او همچنین ساختار نمایش را ستوده و دربارهٔ بازی رضا فیاضی و بیژن امکانیان در این نمایش گفت «توانسته‌اند ظرفیت‌های شخیت‌های نمایش را شناسایی کنند و به اجرا در آورند.»
عظیم موسوی معتقد است بلاتکلیفی شیوهٔ نمایش ایرانی و نمایشنامهٔ ماکس فریش، باعث تنش‌هایی در کارگردانی شده است.